# Talasjärvi (sjö i Norra Karelen)
Talasjärvi är en sjö i Finland. Den ligger i kommunen Nurmes i landskapet Norra Karelen, i den centrala delen av landet, 500 km nordost om huvudstaden Helsingfors. Talasjärvi ligger 181,8 meter över havet. I omgivningarna runt Talasjärvi växer i huvudsak barrskog. Den är 5,6 meter djup. Arean är 85,4 hektar och strandlinjen är 6,86 kilometer lång. Sjön  ingår i Vuoksens huvudavrinningsområde. 